# Ruisseau de Gaycre
Le Gaycre est une  rivière du sud de la France dans les départements de l'Aveyron et du Tarn, en ancienne région Midi-Pyrénées, donc en nouvelle région Occitanie. C'est un affluent droit du Tarn, donc sous-affluent du fleuve la Garonne.

## Géographie
De 19 km de longueur, le Gaycre prend sa source dans le département de l'Aveyron près de Saint-Jean-Delnous, à 504 m d'altitude. Il s'appelle aussi en partie haute le ruisseau de Farradet.
Le ruisseau de Gaycre se jette dans le Tarn à Gaycre, un hameau de la commune de Cadix dans le département du Tarn, à 216 m d'altitude. Il sert sur la majorité de son cours de frontière entre les communes de Cadix et Le Dourn et entre Cadix et Assac.

### Départements et communes traversées
- Aveyron : Saint-Jean-Delnous
- Tarn : Le Dourn, Assac, Cadix

## Principaux affluents
- La Trincardié (rg)[note 1], 3,3 km
- Le Veyras (rg), 4,2 km